# Kontinent
Kontinent foi uma banda luxemburguesa que representou o Luxemburgo no Festival Eurovisão da Canção 1992 juntamente com Marion Welter. Ambos interpretaram a canção em luxemburguês o tema Sou Fräi (Tão livre). A banda era composta por Ab van Goor e Jang Liste.